# Lenny Bruce
Leonard Alfred Schneider, mer känd under artistnamnet Lenny Bruce, född 13 oktober 1925 i Mineola i delstaten New York, död 3 augusti 1966 i Los Angeles i Kalifornien, var en amerikansk kontroversiell ståuppkomiker och satiriker under 1950- och 1960-talen.
Lenny Bruce är bland annat känd för att ha brutit isen i den konservativa amerikanska mediavärlden genom underground-humor och skämt som alla kunde relatera till och tankar ingen vågade uttrycka. Han nämns oftast i sammanhang med George Carlin. Båda dessa har ofta sagts vara grundarna av ståuppkomiken och inspirerar fortfarande komiker världen över.

## Biografi
Under Koreakriget tjänstgjorde Bruce i United States Merchant Marine med att färja trupper från USA till Europa och tillbaka. År 1959, medan han spelade in det första avsnittet av Hugh Hefners Playboy's Penthouse, berättade Bruce om sin erfarenhet från marinen och visade en tatuering han fått på Malta 1942.
Han dog 40 år gammal av en överdos av morfin.